# Tercan
Tercan là một huyện thuộc tỉnh Erzincan, Thổ Nhĩ Kỳ. Huyện có diện tích 1546 km² và dân số thời điểm năm 2007 là 18842 người, mật độ 12 người/km².